# Mugardos
Mugardos ist eine spanische Gemeinde in der Autonomen Gemeinschaft Galicien. Mugardos ist auch eine Stadt und eine Parroquia sowie der Verwaltungssitz der gleichnamigen Gemeinde. Die 5.195 Einwohner (Stand: 2024), leben auf einer Fläche von 12,77 km², rund 49 km von der Provinzhauptstadt A Coruña entfernt.

## Bevölkerungsentwicklung der Gemeinde
Quelle: INE-Archiv – grafische Aufarbeitung für Wikipedia

## Gemeindegliederung
Die Gemeinde Mugardos ist in vier Parroquias gegliedert:
| Parroquias | Patrozinium | Einwohner 2024 | Fläche km² | Dichte Einw./km² | Höhe msnm | Ortskennzahl |
| ---------- | ----------- | -------------- | ---------- | ---------------- | --------- | ------------ |
| Franza     | Santiago    | 1.421          | 4,80       | 296              | 42        | 15051010000  |
| Meá        | San Vicente | 516            | 2,52       | 205              | 14        | 15051020000  |
| Mugardos   | San Xulián  | 2.856          | 3,40       | 840              | 26        | 15051030000  |
| Piñeiro    | San Xoán    | 435            | 1,68       | 259              | 75        | 15051040000  |

## Wirtschaft
| Ackerbau, Viehzucht und Fischerei                                                  | 064   | 03,62  |
| Industrie                                                                          | 0267  | 015,12 |
| Bauwirtschaft                                                                      | 0171  | 09,68  |
| Dienstleistungsbetriebe                                                            | 1.264 | 071,57 |
| Total                                                                              | 1.766 | 100,00 |
| * Daten aus dem Statistischen Amt für Wirtschaftliche Entwicklung in Galicien, IGE |       |        |

## Sehenswürdigkeiten

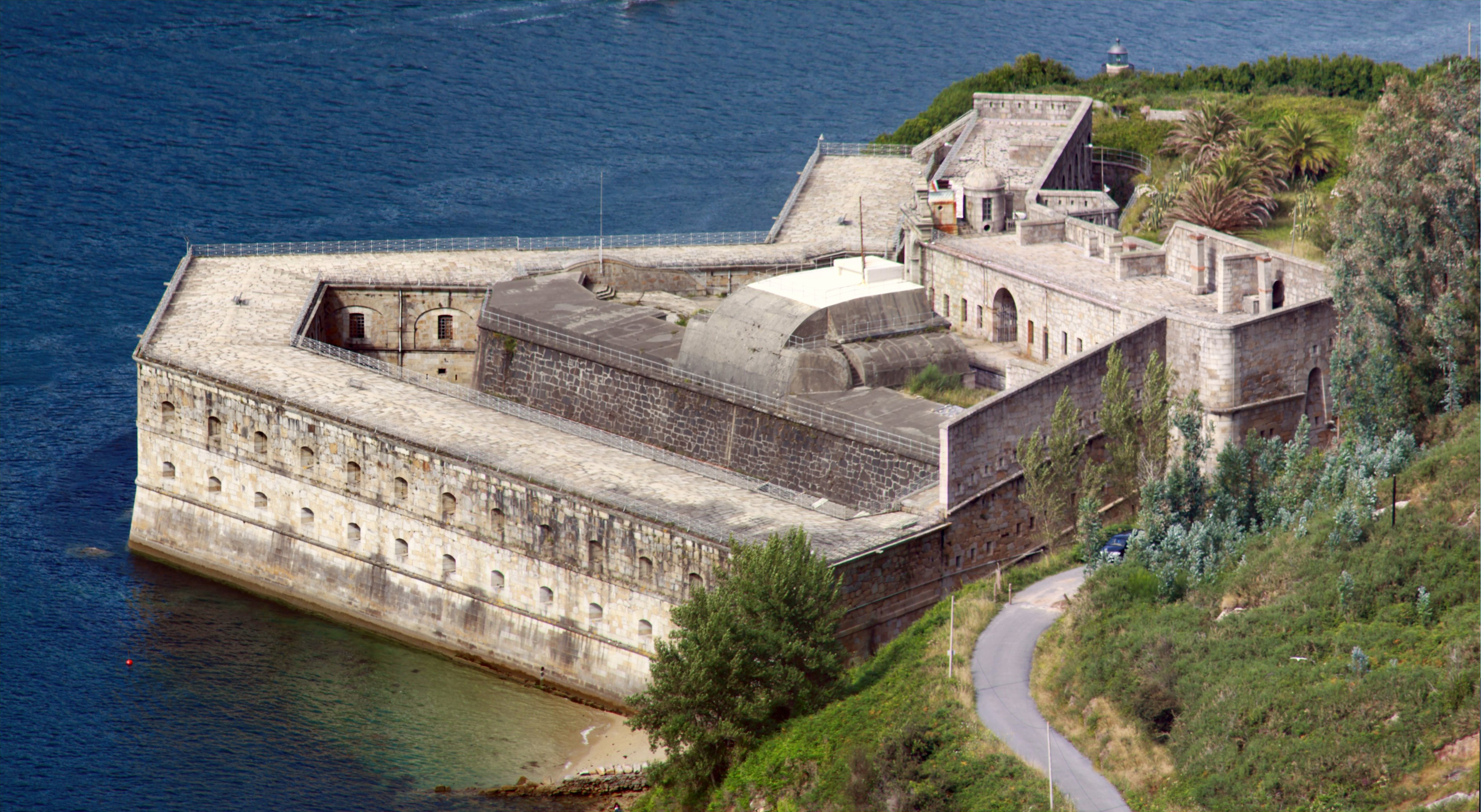
Castelo da Palma

- Pfarrkirchen der Parroquias bieten einen Einblick in die religiöse Architektur der Region
- Castelo da Palma

## Persönlichkeiten
- María Belén Toimil (* 1994), Kugelstoßerin